# Line Friends
Line Friends (estilizados como LINE FRIENDS) são personagens baseados nos adesivos do aplicativo de mensagens Line. Eles foram publicados em 2011 pela Line Corporation , uma subsidiária japonesa da empresa sul-coreana de navegação na web Naver Corporation. Esses personagens são usados em vários produtos, animações, jogos, cafés, hotéis e parques temáticos. A marca é atualmente administrada por sua subsidiária Line Corporation desde 2015.Os personagens originais foram criados em 2011 por Kang Byeongmok, também conhecido como "Mogi".

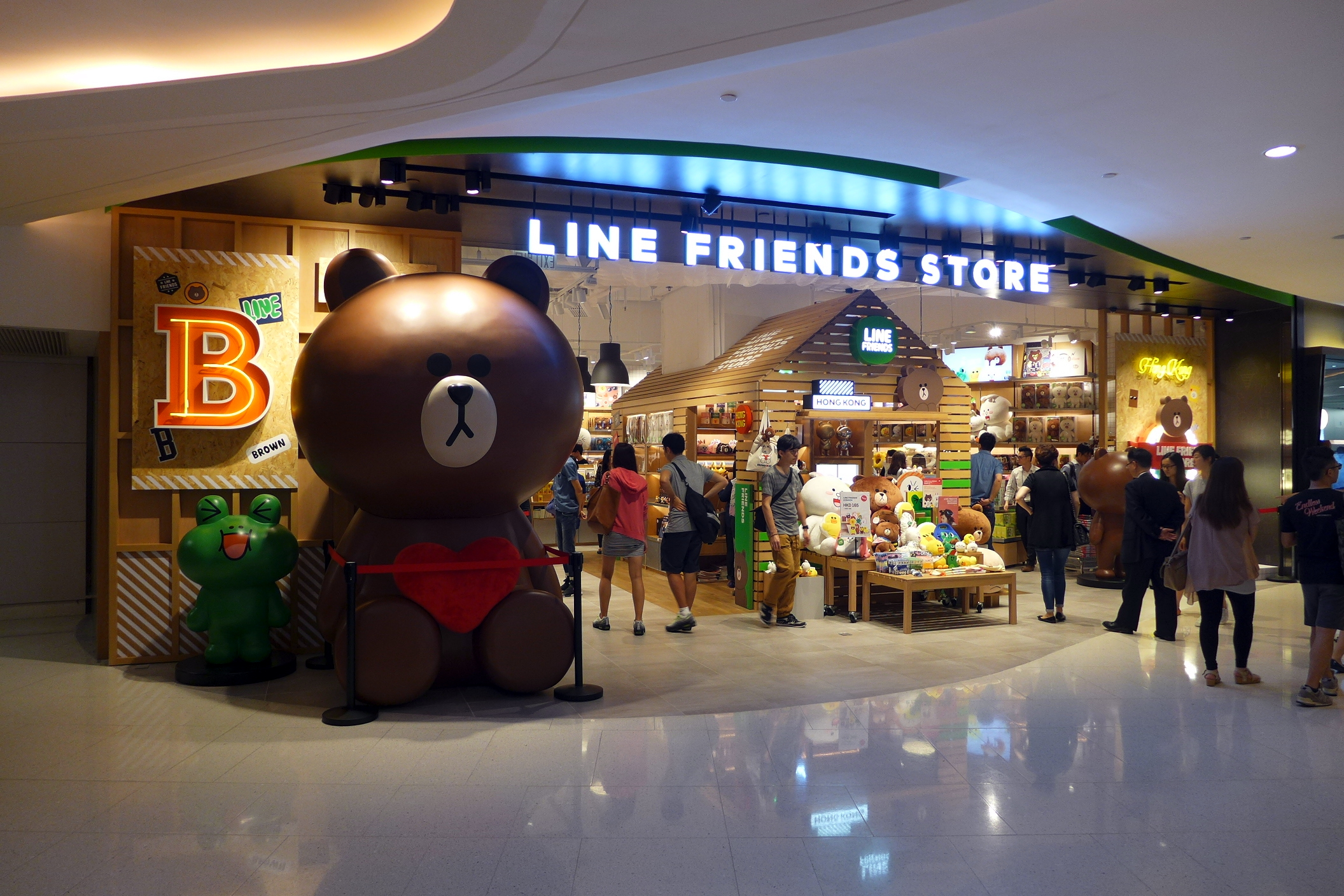
Loja Line Friends em Hysan Place, Hong Kong

Além da loja online, lojas também foram abertas em Taiwan (Taipei), Seul, Tóquio, Bangkok, Xangai, Hong Kong, Nova York (Times Square) e Los Angeles (Hollywood). 

## Personagens

### LINE Friends/Brown & Friends
- Cony, Brown, Moon e James (adicionado em 2011)
- Boss, Jessica e Sally (adicionado em 2013)
- Leonard e Edward (adicionado em 2014)
- A irmã mais nova de Brown, Choco, e seu namorado Pangyo (adicionado em 2016)

### BT21

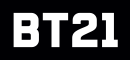
Logo do BT21.

BT21 é a primeira apresentação de LINE Friends Creators, um projeto formado para criar novos personagens para a série Line Friends. A banda sul-coreana BTS é o primeiro artista deste projeto. O objetivo desta coleção é mostrar a conexão entre BTS e Line Friends em termos de popularidade no mundo. É composto por 8 caracteres especiais que os membros do grupo desenharam.
Personagens BT21 no apm Mall, Line Friends Store em Hong Kong.
- Tata é um personagem que às vezes sorri. Ele é um estranho alienígena que muda de forma com uma cabeça em forma de coração e um corpo azul com pontos amarelos. Foi criado por V.
- Chimmy é um personagem que fica com a língua de fora o tempo todo. Ele é um cachorrinho apaixonado vestindo um moletom amarelo. Foi criado por Jimin.
- Koya é uma personagem que sempre dorme. É um coala bebê azul com orelhas removíveis (elas caem quando são surpreendidas). Foi criado por RM.
- Mang é um personagem que gosta de dançar. Sua espécie é desconhecida devido à máscara que usa para esconder sua identidade, que tem a forma de um cavalo com nariz em formato de coração. Foi criado por J-Hope.
- RJ é um personagem que gosta de comer. É uma alpaca branca amigável que usa um lenço vermelho. Ele também usa uma parca cinza no tempo frio. Foi criado por Jin.
- Shooky é um personagem meio rude. É um bolinho de chocolate, assustador e que odeia leite. Foi criado por Suga.
- Cooky é uma personagem que gosta de seu corpo como um templo. É um coelho rosa fofinho, mas forte, com uma sobrancelha marcante e uma cauda branca com um coração. Foi criado por Jungkook.
- Van é o robô de Tata. Metade de seu corpo é cinza com um olho em forma de X, e a outra metade é branca com um olho em forma de O. Ele é o protetor de BT21 e foi criado por RM para representar o fandom de BTS, A.R.M.Y.